# 迪蘭·邦迪
迪蘭·馬修·邦迪（英語：Dylan Matthew Bundy，1992年11月15日—），為前美國職棒大聯盟的投手。2011年美國職棒大聯盟選秀，他在第一輪第4順位被金鶯隊選走，他在2012年登上大聯盟。不過中間因為受傷導致他2016年才回到棒球賽場上。2019年12月4日，他被交易至天使。

## 職業生涯

### 巴爾的摩金鶯
2011年美國職棒大聯盟選秀，金鶯隊在第一輪第4順位選進了邦迪。他在同年8月15日與球隊簽約，並進入球隊的40人名單。
2012年5月23日，他在1A投出6勝3敗，防禦率2.84，並入選未來之星明星賽。
同年8月14日，他升上了球隊2A。9月23日，球隊直接將他從2A直升大聯盟。
2013年6月27日，邦迪動了湯米·約翰手術。他也休息了一年又一天。2015年7月29日，邦迪因為肩膀後部出現鈣化，於是宣布賽季報銷。
2016年，邦迪終於出現在金鶯隊的開季名單內。4月7日，他相隔1290天後再度登板。他主投一局無失分，拿下中繼成功。他在上半季出賽22場比賽，拿下2勝1敗，防禦率3.08。下半季，金鶯隊讓他嘗試先發，不過他在第一次先發只投3.1局就被敲出4支全壘打。7月27日，邦迪投出了6.1局的完全比賽。他在下一場比賽更是投出7局1安打的代表作。他在生涯首個完整球季出賽36場比賽，拿下10勝6敗，防禦率4.02。這年他被對手盜本壘兩次，為該年最多的投手。
2017年，他在首場先發就投出7局1安打，送出8次三振的好表現。5月18日，邦迪達成了連續8場比賽投出優質先發的表現，然而他卻在6、7月份陷入低潮。8月1日，邦迪面對皇家隊投了8局，是他個人先發最長局數的紀錄。8月29日，邦迪投出了個人生涯首場完投，而且是場完封勝。
2018年球季，他在前5場先發的防禦率僅1.42。5月8日，邦迪投出了生涯最糟糕的一次先發。他在第一局就被皇家隊的打者敲出4支全壘打，而且連1個出局數都沒拿下就被換下場。6月26日，他因為腳踝受傷而進入傷兵名單。 這年他被敲出41支全壘打為大聯盟投手最多，而他平均每9局就被敲出2.15支全壘打也是大聯盟最高的紀錄。該年他僅拿下8勝16敗，防禦率高達5.45。
2019年7月13日，他因為右膝肌腱炎而進入傷兵名單。該年他在金鶯隊的前18場先發僅拿下4勝11敗，最後他只有7勝14敗。

### 洛杉磯天使
2019年12月4日，邦迪被交易至天使隊，金鶯隊換得包含凱爾·布拉迪許在內等4位新秀。
2020年，邦迪拿下6勝3敗，防禦率3.29。他在賽揚獎票選拿下第九名。
2021年，他成為天使的開幕戰先發投手。6月28日，他因為熱衰竭而在場上嘔吐。他先發14場比賽，僅拿下1勝7敗，防禦率6.78。最後球隊讓邦迪轉往牛棚，並讓José Suárez加入先發輪值。

### 明尼蘇達雙城
2021年12月1日，邦迪與雙城簽下一年合約。整季他拿下8勝8敗，防禦率4.89。球季結束後，他成為自由球員。

### 紐約大都會
2023年3月25日，邦迪與大都會簽下小聯盟約。他在3A的防禦率高達10.08，最後在7月底遭到釋出。
2024年5月，邦迪宣布正式退休。

## 主要球種
邦迪的快速球主要有四縫線快速球、二縫線快速球與切球等三種，另外還搭配曲球及變速球等變化球。他的四縫線在高中時期可以達到100英哩(約時速160公里)，不過因為手肘動手術的關係，現在他的快速球平均只有93-94英哩(約時速148公里)。

## 外部連結
- 球員資訊和成績在MLB，ESPN，Baseball-Reference，Fangraphs（英文）